# Apple Quicktake

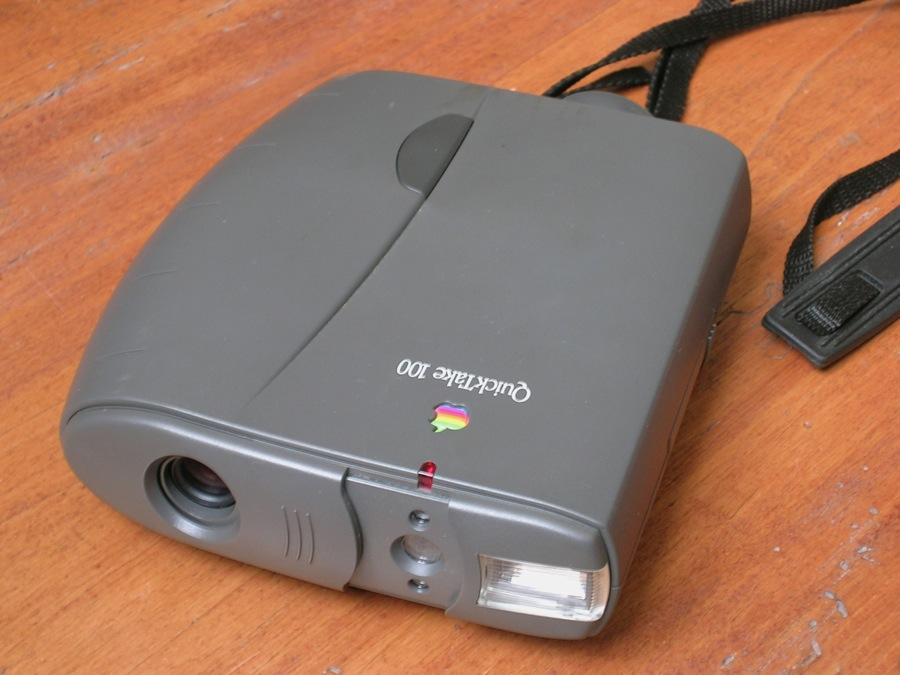
Apple Quicktake 100

Apple Quicktake es una línea de cámaras digitales que empezó a desarrollar Apple en 1992, y que salió a la venta en 1994 con la cámara Apple Quicktake 100. Durante los próximos 3 años, Apple lanzó dos modelos más, el Apple Quicktake 150, fabricado por Kodak, y el Apple Quicktake 200, por Fujifilm. 
El objetivo de la empresa consistía en fabricar una cámara simple y fácil de usar, sumado a la novedad de no ser necesario el uso de negativos.
Estas cámaras no llegaron a triunfar en el mercado, de modo que en 1997, cuando se produjo el regreso de Steve Jobs a la empresa, se canceló su producción y su venta.

## Apple Quicktake 100
La Apple Quicktake 100 fue la primera cámara digital fabricada por Apple, y se puso en el mercado a partir de 1994.
La cámara venía equipada con una lente fija de 50mm que permitía una apertura de diafragma desde  f2,8 a f16, y una velocidad de obturación que iba desde 1/30 a 1/175.
Su batería era apenas de 120 fotografías, 60 en el caso de que estuvieran tomadas con flash, el cual venía incorporado en el cuerpo de la cámara.
Cuanto a la capacidad de almacenamiento, permitía realizar hasta 8 fotografías a una resolución de 640x480, o 32 en el caso de usar una resolución inferior, concretamente la mitad, de 320x240. Las fotografías eran de 0,31 megapíxeles.
Una de las desventajas de la cámara es que no contaba con una pantalla para ver las imágenes tomadas, de modo que para visualizarlas, había que conectarla al ordenador, en este caso un Macintosh, mediante un cable VGA. Además, la cámara no permitía borrar fotografías de manera individual, pero si permitía borrarlas todas.
Su precio de lanzamiento en 1994 fue de 750$, elevado para la época, pero más bajo que actualmente.

## Apple Quicktake 150
La segunda versión de esta línea de cámaras digitales lanzada por Apple fue la Apple Quicktake 150, lanzada tan solo 1 año después, en 1995.
Esta vez, fue fabricada por Kodak, y una de sus mejoras fue la compatibilidad con Windows.

## Apple Quicktake 200

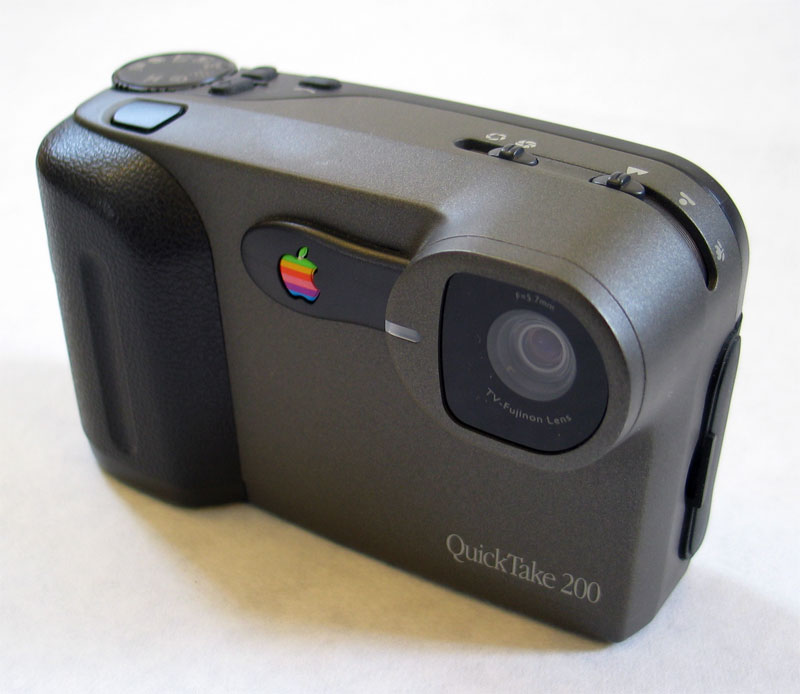
Apple Quicktake 200

En 1996 Apple cambió el fabricante de las cámaras, de modo que se cambió a Kodak por Fujifilm, y un año después, en 1997, se lanzó la última generación de esta gama de cámaras digitales.
La Apple Quicktake 200 contaba con nuevas funcionalidades, como la capacidad de enfocar a corta distancia y el uso de tarjetas de capacidad de 2 a 4 megabytes. Sin embargo, lo más destacado fue que incluía una pequeña pantalla para visualizar las fotografías tomadas, y que la velocidad de obturación se amplió, desde 1/4 a 1/5000.
En este caso, la cámara funcionaba con tres pilas AAA y su precio era de 600$

## Fin de fabricación
Tras estar más de 3 años en el mercado y pasar por varios fabricantes, esta línea de cámaras digitales lanzada por Apple no llegó a conseguir los beneficios que la marca esperaba. 
Uno de los factores que propiciaron este fracaso es que empresas anteriormente citadas, como Kodak, Fujifilm, Canon y Nikon, que ya tenían un cierto prestigio en el mercado, acaparaban las compras de los aficionados, sin dar oportunidades a Apple.
Finalmente, con la vuelta de Steve Jobs a la empresa en 1997, se decidió cancelar la fabricación y venta de estas cámaras, al igual que otros productos, como la línea de impresoras LaserWriter, con el objetivo de enfocarse principalmente en el desarrollo de ordenadores.